# Inés Sastre
Inés Sastre Moratón (ur. 21 listopada 1973 w Valladolid) – hiszpańska modelka i aktorka. Karierę rozpoczęła w wieku 12 lat, gdy zagrała w reklamówce sieci fast food. Filmowym debiutem była rola w filmie El dorado Carlosa Saury z 1987.
Studiowała na paryskiej Sorbonie, biegle włada językiem francuskim, angielskim i włoskim.
Jest ambasadorem dobrej woli UNICEF-u.

## Filmografia
- 1988: El Dorado jako Elvira
- 1989: Johanna D'Arc of Mongolia jako Giovanna
- 1991: Ucieczka z raju (Fuga dal paradiso) jako Beatrice
- 1995: Sabrina jako Modelka
- 1995: Po tamtej stronie chmur (Al di là delle nuvole) jako Carmen
- 1996: Robienie filmów to dla mnie życie (Fare un film per me è vivere) jako ona sama
- 1998: Hrabia Monte Christo (Comte de Monte Cristo, Le) jako Haidée
- 1998: Testimone dello sposo, Il jako Francesca Babini
- 2000: Amor de Borges, Un jako Estela
- 2001: Vidocq jako Preah
- 2001: Druidzi (Vercingétorix) jako Epona
- 2001: Torrente 2: Misja w Marbelli (Torrente 2: Misión en Marbella) jako Piękna piosenkarka
- 2003: Volpone, albo lis (Volpone) jako Celia
- 2003: Nie ja (Io no) jako Laura
- 2005: Hawana – miasto utracone (The Lost City) jako Aurora Fellove